# Fotovoltaika
Fotonapetostni ali fotovoltaični (PV) sistemi so mreže celic iz materiala, ki pretvarja sončno sevanje v električni tok. Najbolj pogost material, ki se uporablja za fotonapetostne sisteme vsebuje amorfni, polikristalni ali monokristalni silicij, kadmijev telurid, in baker indijev selenid/sulfid.
Zaradi naraščanja povpraševanja po obnovljivi energiji se je proizvodnja sončnih celic v zadnjih nekaj letih močno povečala.
Proizvodnja fotonapetostne opreme raste tako hitro, da se vsaki dve leti enkrat poveča. Povprečno se povečuje za 48 % vsako leto od 2002 naprej in je ena izmed najhitreje razvijajočih se energijskih panog. Konec leta 2013 je skupna moč vseh sončnih elektrarn na svetu dosegla 100,000 megawattov (100 GW). Skoraj 90 % elektrarn je omrežnih. Večinoma so postavljene na strehe objektov in travnike (solarni parki).
V zadnjem času se vse bolj uveljavlja integrirana (BIPV - Building Integrated Photovoltaics) gradnja, pri kateri so PV moduli integrirani v streho ali zidove objektov. Največje sončne elektrarne imajo nazivne moči 10-60 MW, v prihodnosti pa se bodo gradile tudi elektrarne z močjo do 150 MW in več.

## Fotovoltaika
Do konca leta 2011 je bilo nameščenih skupno 71,1 GW, kar je dovolj za proizvodnjo 85 TWh električne energije letno. Do konca leta 2012 je bil dosežen mejnik 100GW zmogljivosti. Sončna energija je, po vodni in vetrni energiji, tretji najpomembnejši vir obnovljive energije glede na zmogljivosti. Več kot 100 držav po svetu uporablja sončno energijo. Fotonapetostni sistemi so lahko nameščeni na zemlji ali pa vgrajeni na streho ali stene stavbe.
Zaradi tehnološkega napredka in povečanega obsega proizvodnje ter prefinjenosti izdelave, se je strošek izgradnje fotovonapetostnih sistemov, odkar so bile izdelane prve sončne celice, stalno zmanjševal. Strošek električne energije, proizvedene s pomočjo fotonapetostnih sistemov, je konkurenčen ostalim virom električne energije.

## Razvoj fotovoltaike
Za optimalno delovanje morajo zemeljski fotonapetostni sistemi kar največ časa biti obrnjeni proti soncu. To omogočajo solarni sledilci, ki premikajo PV panele tako, da sledijo soncu. S tem lahko dosežemo povečanje učinkovitosti za kar 20 % v zimskem času in za kar 50 % v poletnem času. Učinkovitost statičnega fotonapetostnega sistema lahko optimiziramo z analizo poti sonca. Plošče so pogosto nastavljene po zemljepisni širini, kot je enak zemljepisni širini, vendar je učinkovitost mogoče izboljšati s prilagajanjem kota glede na poletni ali zimski čas. Na splošno, kot pri drugih polprevodniških elementih, temperatura nad sobno temperaturo zmanjšuje zmogljivost fotovoltaike. 
Sončne celice lahko namestimo tudi navpično drugo nad drugo v stolp, če je zenitna razdalja sonca večja od nič. Stolp lahko obrnemo horizontalno, vsako ploščo pa dodatno okoli vodoravne osi. V takem stolpu lahko plošče natančno sledijo soncu. Takšno napravo lahko opišemo kot lestev, pritrjeno na vrtljiv disk. Vsaka prečka lestve je osrednja os nanjo pravokotne sončne celice. V primeru ko zenitna oddaljenost Sonca doseže nič, lahko »lestev« zavrtimo proti severu ali jugu, da bi se izognili senci, ki bi jo metala sončna celica na spodnjo sončno celico. Namesto navpičnega stolpa je možno postavitev izvesti tudi kot stolp z osjo, usmerjeno v »polar star«, kar pomeni, da je vzporeden z osjo vrtenja Zemlje. V tem primeru mora biti kot med osjo in Soncem vedno večji od 66 stopinj. Tekom dneva je potrebno samo obračati plošče okoli te osi ter slediti Soncu.
Rast uporabe fotovoltaičnih sistemov se naglo povečuje. Do konca leta 2012 je bilo skupno proizvedenih 102.156 megavatov (MW). Skupna proizvodnja vseh svetovnih zmogljivosti PV v koledarskem letu znaša približno 110 milijard kWh, kar zadostuje za pokritje letnih potreb po električni energiji za več kot 20 milijonov gospodinjstev na svetu, in predstavlja 0,5 % svetovnega povpraševanja. Več kot 100 držav po svetu uporablja sončno energijo. Fotonapetostni sistemi so lahko nameščeni na zemlji ali pa vgrajeni na streho ali stene stavbe.
Poročilo Združenja Evropske fotovoltaične industrije (EPIA) iz leta 2011 navaja, da je bila Evropa v letu 2011 na področju rasti fotovoltaike na vodilnem mestu, s kar 75 % vseh na novo povezanimi zmogljivostmi in s približno 75 % v vsej svetovni zmogljivosti. Vendar trgi izven Evrope kažejo znake, da se to stanje kmalu lahko prevesi v njihovo korist.  V letu 2013 bi bila lahko dosežena namestitev 28 GW fotovoltaičnih sistemov ali pa kar 47 GW, glede na to, da cene izgradnje fotovoltaičnih sistemov padajo.  Z ustrezno podporo politike, uravnoteženim  razvojem trga ter nadaljnjim razvojem industrije, lahko fotovoltaika nadaljuje s svojo izjemno rastjo, tako na kratek, srednji in dolgi rok in celo še dlje.
Scenarij EPIA-e, Greenpeace Solar Generation paradigm Shift Scenario (prej imenovan Napredni scenarij), iz leta 2010 nakazuje, da bi do leta 2030, 1845 GW fotovonapetostnih sistemov po vsem svetu lahko proizvedlo približno 2646 TWh električne energije letno. V kombinaciji z izboljšanjem učinkovitosti rabe energije, bi to zadostilo potrebi po električni energiji za več kot 9 % svetovnega prebivalstva. Do leta 2050 bi lahko več kot 20 % celotne električne energije proizvedli fotonapetostni sistemi. 
Vendar pa bi bila lahko napoved EPIA-e celo pesimistična, saj uradne agencije še kar podcenjujejo stopnjo rasti obnovljivih virov energije.  Poročilo na podlagi statističnega pregleda iz leta 2012 kaže eksponentno rast v proizvodnji električne energije, proizvedene s pomočjo fotonapetostnih sistemov. Od leta 2001 do konca leta 2011, se proizvodnja fotonapetostnih sistemov vsaki dve leti skoraj podvoji. To odpira možnost, da bi sončne elektrarne do konca tega desetletja proizvedle kar 10 % celotne svetovne električne energije. Da bi dosegli tak delež, bi morala proizvodnja porasti iz 55,7 TWh električne energije proizvedene v letu 2011 na približno 2200 TWh. Pri trenutni rasti, bi bila taka raven dosežena že leta 2018 in ne šele leta 2030, kot predvideva EPIA.  Električna energija, proizvedena s pomočjo fotonapetostnih sistemov, bi tako pokrila 100 % potrebo trenutne svetovne energije do leta 2027, če se bo podvojitev proizvodnje na dve leti še nadaljevala.
Podjetje Sunpower iz San Jose-a, proizvaja sončne celice, ki imajo 19,5 % izkoristek, kar je precej nad tržnim povprečjem, ki znaša 12-18 %. . Najučinkovitejše sončne celice do sedaj imajo 43,5 % izkoristek.

## Prednosti
Površje Zemlje doseže obilica sončne svetlobe, kar 122 PW, kar je skoraj 10.000-krat več kot protivrednost 13 TW povprečno porabljene energije v letu 2005. To vodi do domneve, da bo sončna energija prav kmalu postala svetovni primarni vir energije. Poleg tega ima proizvodnja električne energije, proizvedene s procesom fotovoltaike, največjo gostoto energije (globalno povprečje 170 W/m2) med vsemi obnovljivimi viri energije.
Izkoriščanje sončne energije ne onesnažuje okolja. Odpadki in emisije, ki se tvorijo med proizvodnjo, so obvladljivi z uporabo nadzora onesnaževanja. Razvijajo se (End-of-use) tehnologije recikliranja ter  pravila, ki spodbudijo proizvajalce k recikliranju 
Fotonapetostni sistemi lahko delujejo vrsto let in potrebujejo malo vzdrževanja ali posredovanja po njihovi začetni namestitvi, tako da so po začetnih investicijskih stroških, obratovalni stroški zelo nizki v primerjavi z obstoječimi tehnologijami za pridobivanje električne energije. Proizvodnja in poraba energije pri omrežnem fotonapetostnem sistemu sta pogosto na istem mestu, pri čemer se zmanjša izguba pri prenosu energije (izguba energije pri prenosu v ZDA je v letu 1995 znašala približno 7,2 %.
V primerjavi s fosilnimi gorivi in jedrskimi viri energije, je bilo zelo malo sredstev za raziskave namenjenih za razvoj sončnih celic, tako da je še veliko prostora za izboljšave. Eksperimentne sončne celice že imajo izkoristek nad 40 % . Učinkovitost sončnih celic se naglo povečuje, medtem ko se proizvajalni stroški znižujejo.

## Slabosti
V nekaterih državah ZDA, lahko lastnik nepremičnine izgubi velik del naložbe v fotonapetostni sistem, ko se odloči za prodajo, in kupec ne ceni fotonapetostnega sistema enako kot prodajalec. Da bi se temu lahko izognili, je mesto Berkley razvilo inovativno metodo financiranja.  Pod imenom PACE, Property Assessed Clean Energy (angl. posestvo s čisto energijo), je tovrstno rešitev uporabilo že 28 ameriških zveznih držav.
Dokazano je, vsaj v Kaliforniji, da lahko izgradnja fotonapetostnega sistema dejansko poveča vrednost nepremičnine. Po dokumentu, ki ga je aprila 2011 objavil Ernest Orlando Lawrence, National Laboratory v Berkeleyu, z naslovom Analiza učinkov fotonapetostnih energetskih sistemov, pri prodaji stanovanjskih nepremičnin v Kaliforniji:
Raziskava dokazuje, da se nepremičnine z vgrajenimi fotonapetostnimi sistemi v Kaliforniji prodajajo za višjo ceno v primerjavi s cenami nepremičnin brez fotonapetostnih sistemov. Natančneje, cena variira v razponu od približno 3,9 USD do 6,4 USD po nameščenemu watu, cena velike večine modelov pa se giblje do 5.5 USD na watt. Ta vrednost ustreza premiji v višini približno 17.000 USD za relativno nov 3100 watni fotonapetostni sistem (povprečna velikost fotonapetostnih sistemov, ki so bili zajeti v raziskavi).}}

## Izračun cene
Tabela prikazuje cene električne energije glede na ceno modulov in insolacijo pri obratovalni dobi 20 let. Pri tem se prepdostavlja 4 % obrestno mero na leto in 1 % stroške vzdrževanja. V Sloveniiji je insolacija okrog 1100-1200kWh/kWp•y. Večina proizvajalcev zagotavlja 80 % nazivno moč po 25 letih, uporabna življenjska doba je običajno daljša.
| 200 €/kWp  | 0.8  | 0.9  | 1,0  | 1,1  | 1,3  | 1,4  | 1,7  | 2,0  | 2,5  |
| 600 €/kWp  | 2,5  | 2,7  | 3,0  | 3,3  | 3,8  | 4,3  | 5.0  | 6,0  | 7,5  |
| 1000 €/kWp | 4,2  | 4,5  | 5,0  | 5,6  | 6,3  | 7,1  | 8,3  | 10,0 | 12,5 |
| 1400 €/kWp | 5,8  | 6,4  | 7,0  | 7,8  | 8,8  | 10,0 | 11,7 | 14,0 | 17,5 |
| 1800 €/kWp | 7,5  | 8,2  | 9,0  | 10,0 | 11,3 | 12,9 | 15,0 | 18,0 | 22,5 |
| 2200 €/kWp | 9,2  | 10,0 | 11,0 | 12,2 | 13,8 | 15.7 | 18,3 | 22,0 | 27,5 |
| 2600 €/kWp | 10,8 | 11,8 | 13,0 | 14,4 | 16,3 | 18,6 | 21,7 | 26,0 | 32,5 |
| 3000 €/kWp | 12,5 | 13,6 | 15,0 | 16,7 | 18,8 | 21,4 | 25,0 | 30,0 | 37,5 |
| 3400 €/kWp | 14,2 | 15,5 | 17,0 | 18,9 | 21,3 | 24,3 | 28,3 | 34,0 | 42,5 |
| 3800 €/kWp | 15,8 | 17,3 | 19,0 | 21,1 | 23,8 | 27,1 | 31,7 | 38,0 | 47,5 |
| 4200 €/kWp | 17,5 | 19,1 | 21,0 | 23,3 | 26,3 | 30,0 | 35,0 | 42,0 | 52,5 |
| 4600 €/kWp | 19,2 | 20,9 | 23,0 | 25,6 | 28,8 | 32,9 | 38,3 | 46,0 | 57,5 |
| 5000 €/kWp | 20,8 | 22,7 | 25,0 | 27,8 | 31,3 | 35,7 | 41,7 | 50,0 | 62,5 |